# Coro CAI Bologna
Il Coro CAI Bologna è un coro maschile italiano, tra i più celebri, comunemente chiamati "di montagna", fondato a Bologna nel 1955. Esegue principalmente elaborazioni di canti popolari.

## Storia
Il Coro CAI Bologna nasce nel 1955 quando un gruppo di appassionati (tra cui Alberto Rubini, assieme ai suoi fratelli Renato e Rino, Stefano Gianfranceschi, Adriano Chiusoli, successivamente raggiunti anche da Mauro Camisa), provenienti da precedenti esperienze canore, entra a far parte della sezione bolognese del Club Alpino Italiano.
Un coro di voci maschili e un nome, che richiamano immagini consuete della montagna e degli alpini.
Il repertorio era tratto da quello del Coro della SAT ed ancora oggi molti sono i canti del coro trentino che continuano ad essere riproposti.
I risultati ottenuti hanno fatto dire ad importanti personaggi del canto popolare, che il Coro CAI Bologna poteva considerarsi la copia più fedele del Coro della SAT.
Con il tempo sono stati rinnovati anche i moduli più consolidati percorrendo anche altre strade alla ricerca di nuove raffinatezze sonore e di nuove armonizzazioni.
Importanti musicisti hanno armonizzato o dedicato al Coro CAI Bologna alcuni loro lavori fra i quali Paolo Bon e Giovanni Veneri (direttore d'orchestra nato a Parma, ha armonizzato brani musicali per vari cori).

### Direttori
- 1955 - 1963: Alberto Rubini
- 1963 - 1998: Mauro Camisa
- 1999 - 2017: Umberto Bellagamba
- 2017 - 2022: Nicolò Zanotti
- 2022 - in attività: Gianni Grimandi

## Attività

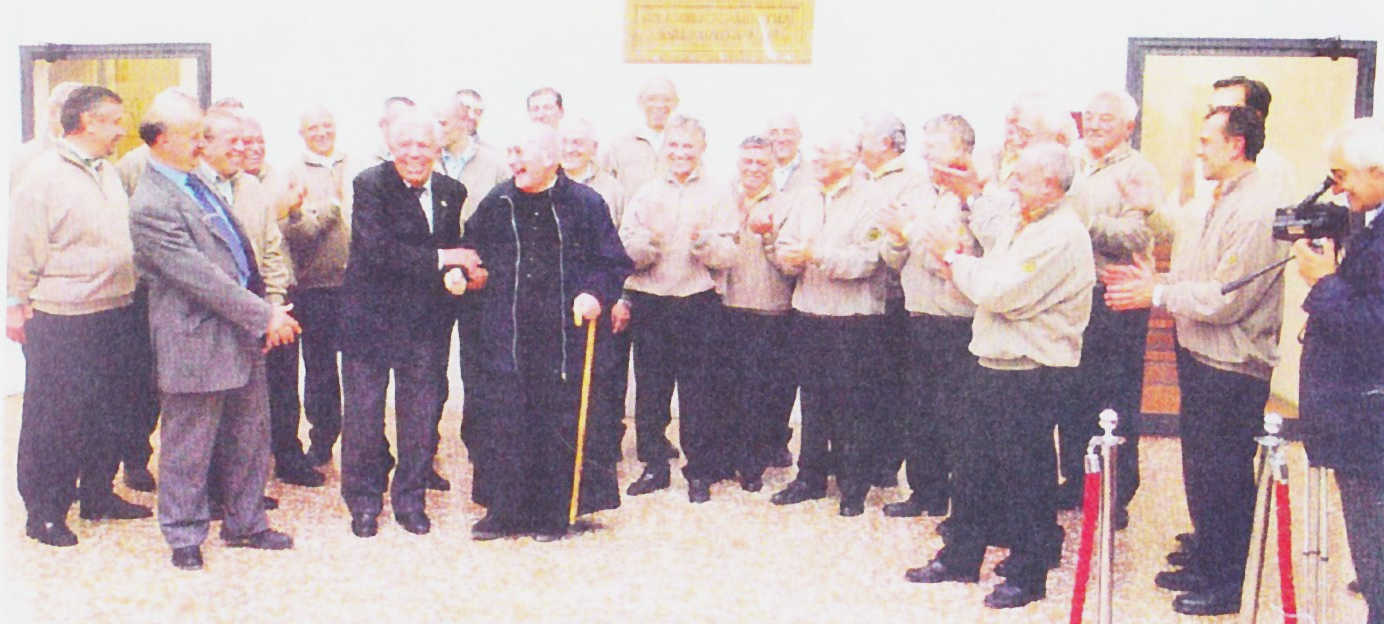
Coro CAI Bologna con Mario Ciammitti, Achille Compagnoni e mons. Enelio Franzoni

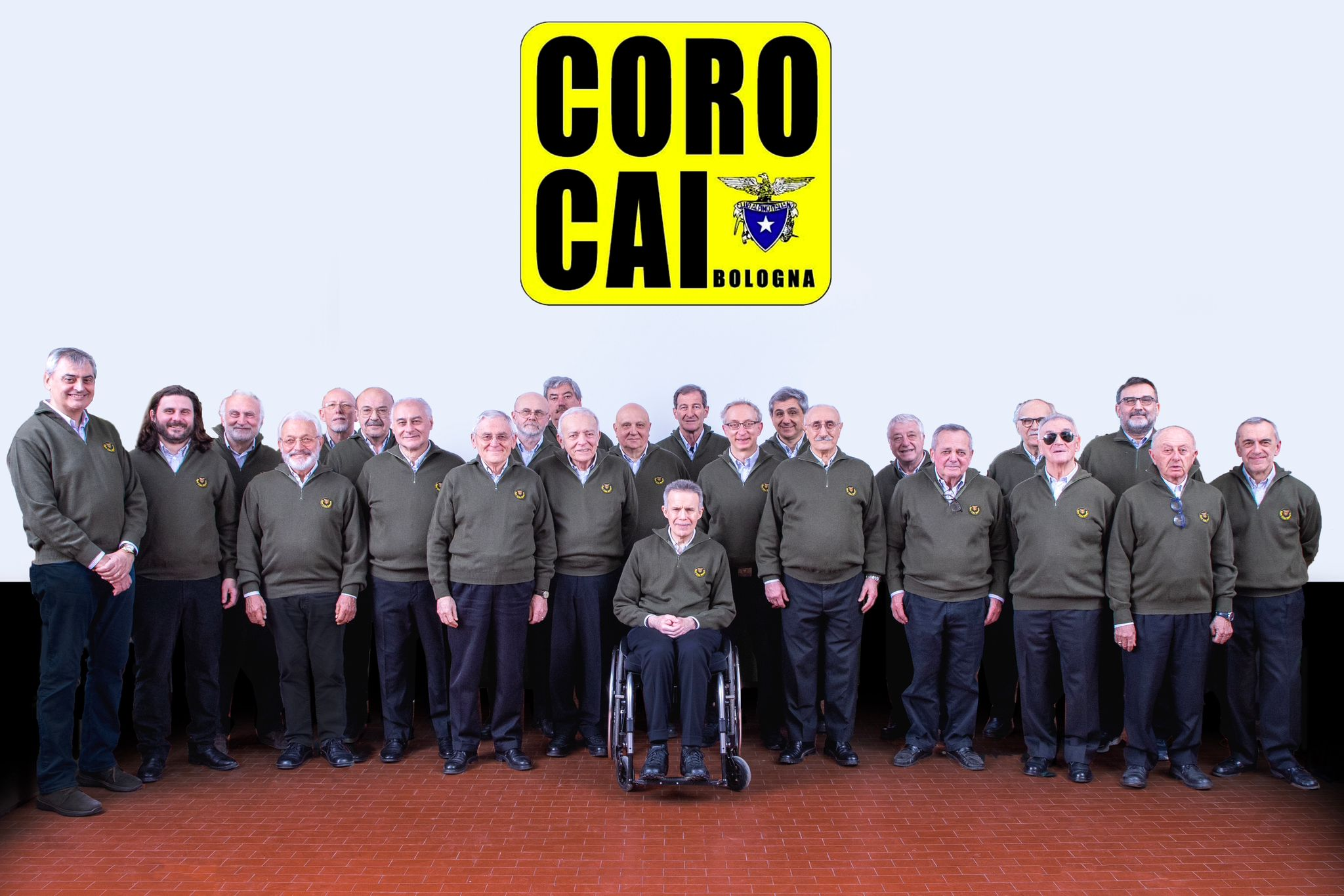

Il coro è associato all'AERCO (Associazione Emilia Romagna Cori) e fa parte della sezione bolognese del Club Alpino Italiano intitolata a Mario Fantin (44°31′49.38″N 11°22′01.31″E

### Concerti e tournée
Il Coro CAI Bologna ha partecipato ad innumerevoli rassegne e concorsi conseguendo vari successi (al Concorso Nazionale Cori di Ivrea su cinque partecipazioni ha ottenuto quattro primi posti ed un secondo posto).

### Celebrazioni per festeggiare i 150 anni dell'unità d'Italia
- 11 febbraio 2011 - Concerto nel Cortile d'Onore di Palazzo D'Accursio a Bologna, nell'ambito della manifestazione “I cori dell'Italia unita”, organizzata dal Comune di Bologna e con la partecipazione anche di: Coro Athena, Coro Armônia, Corale Euridice.[10]
- 16 marzo 2011 - Durante la "Notte tricolore" alcuni gruppi corali bolognesi si sono esibiti in concerti itineranti in diversi luoghi del centro storico di Bologna. Il Coro CAI Bologna si è esibito in Corte de Galluzzi.[11][12]

### Celebrazioni per festeggiare i 150 anni del Club Alpino Italiano
- 7 settembre 2013 - Festa in occasione del 150º anniversario del Club Alpino Italiano con Kurt Diemberger, organizzato dalla sezione di Bologna[13]
- 19 ottobre 2013 - 14 Rassegna Corale organizzata dal Coro CAI Bovisio Masciago[14]
- 26-27 ottobre 2013 - evento conclusivo "CAI 150"[15], organizzato dal Coro Edelweiss CAI di Torino e dal coro CAI UGET di Torino.

### Celebrazioni per festeggiare i 60 anni del coro
- 21 novembre 2015 - Concerto in occasione del 60º anniversario del coro, patrocinato dal Comune di Bologna

## Le sezioni del coro
Nelle tabelle che seguono è anche mostrata la disposizione delle sezioni del coro rispetto al pubblico in sala.
Disposizione classica
| Anno         | bassi      | baritoni   | tenori secondi | tenori primi |
| ------------ | ---------- | ---------- | -------------- | ------------ |
| fino al 2011 | 8 elementi | 6 elementi | 6 elementi     | 9 elementi   |
| dal 2015     | 7 elementi | 6 elementi | 6 elementi     | 6 elementi   |

Disposizione sperimentale
| Anno      | bassi      | tenori secondi | tenori primi | baritoni   |
| --------- | ---------- | -------------- | ------------ | ---------- |
| 2012-2014 | 9 elementi | 7 elementi     | 7 elementi   | 8 elementi |

## Repertorio recente
| Titolo                        | Autore/i oppure Armonizzatore/i               |
| ----------------------------- | --------------------------------------------- |
| Adeste Fideles                | trascrizione di Luigi Pigarelli               |
| Ai Preat                      | Luigi Pigarelli                               |
| Alla grotta                   | Fedele Fantuzzi                               |
| Ave Maria                     | Giovanni Veneri                               |
| Belle Rose du printemps       | Teo Usuelli                                   |
| Cantico dei cantici           | Mikīs Theodōrakīs                             |
| Chi è che bussa alla porta    | Paolo Bon                                     |
| Cortesani                     | Bepi De Marzi                                 |
| Daûr San Pieri                | Marco Maiero                                  |
| Era nato poveretto            | Arturo Benedetti Michelangeli                 |
| Era sera                      | Andrea Mascagni                               |
| Fiabe                         | Marco Maiero                                  |
| Fila Fila                     | Luigi Pigarelli                               |
| Fiori de cristal              | Roberto Gianotti, Antonia Dalpiaz             |
| I lamenti di una fanciulla    | Arturo Benedetti Michelangeli                 |
| Il fiore di Teresina          | Luigi Pigarelli                               |
| In cil 'e jè une stele        | Andrea Mascagni                               |
| I Tre Re dell'Oriente         | trascrizione di Luigi Pigarelli               |
| J'Abruzzu                     | C. Perrone, N. De Angelis, Coro Monte Cauriol |
| La bela giardiniera           | Giovanni Veneri                               |
| La colonna Thaelmann          | Tarcisio Noseda                               |
| La ligera                     | Fedele Fantuzzi                               |
| La Montanara                  | T. Ortelli, Luigi Pigarelli                   |
| La pastora                    | Luigi Pigarelli                               |
| La povera Rosetta             | C. Noliani                                    |
| La si taglia i biondi capelli | Renato Dionisi                                |
| La sposa morta                | Antonio Pedrotti                              |
| Lauda dell'Epifania           | Luigi Pigarelli                               |
| Lu piante de le fòjje         | G. Albanese, Luigi Pigarelli                  |
| Madama Dorè                   | Giovanni Veneri                               |
| Madonnina dei miei monti      | Mario Lanaro, Pier Giorgio Rauzi              |
| Maitinada                     | Luigi Pigarelli                               |
| Monte Canino                  | Luigi Pigarelli                               |
| Morinèla                      | Luigi Pigarelli                               |
| Natu, natu Nazzaré            | Lino Liviabella                               |
| Nenia di Gesù Bambino         | Luigi Pigarelli                               |
| Ninna nanna (corsa)           | Mauro Camisa                                  |
| Non aprite quella porta       | A. Buggiani                                   |
| O cara mama                   | Giorgio Vacchi                                |
| O felice o chiara notte       | trascrizione di R. Dionisi                    |
| Ohi cara mama                 | Giovanni Veneri                               |
| Oi sonador                    | Giovanni Veneri                               |
| Preghiera degli alpini        | Giovanni Veneri                               |
| Se jò vès di maridami         | Antonio Pedrotti                              |
| Signore delle cime            | Bepi De Marzi                                 |
| Serenada a Castel Toblin      | Luigi Pigarelli                               |
| Siam prigionieri              | Renato Dionisi                                |
| Som, som                      | Paolo Bon                                     |
| Soreghina                     | A. Janes                                      |
| Sui monti Scarpazi            | Antonio Pedrotti                              |
| Sotto Sieris                  | Marco Maiero                                  |
| Sul ciastel de Mirabel        | Luigi Pigarelli                               |
| Ta-pum!                       | Antonio Pedrotti                              |
| Ti ricordi la sera dei baci   | Coro Monte Cauriol                            |
| Tanti ghe n'è                 | Luigi Pigarelli                               |
| Varda che vien matina         | Bepi De Marzi                                 |

## Discografia

### CD - musica
- 2004: Coro CAI Bologna - Belle Rose (titolo tratto dal brano "Belle Rose" di Teo Usuelli, colonna sonora del film "Italia K2" del 1955)

- 2020: Coro CAI Bologna - Cantiamo ancora

### DVD - video
- 2006: Concerto in occasione dei 40 anni del Coro Monte Pizzo dei cori: Coro Monte Pizzo, Voci del Baldo, Coro CAI Bologna; 30 aprile 2006
- 2010: "Un cammino in alto e dentro ...", Concerto di Natale del Coro CAI Bologna, diretto da Umberto Bellagamba, presso il Seminario Arcivescovile di Bologna; 13 dicembre 2010
- 2022: Voci nei chiostri 14/06/2022